# Yasushi Tsujimoto
Yasushi Tsujimoto (辻本 恭史, Tsujimoto Yasushi), mais conhecido pelo seu nome no ringue "brother  YASSHI", é um lutador profissional japonês, conhecido por suas aparições na Pro Wrestling El Dorado e All Japan Pro Wrestling. Ele atualmente trabalha como Freelancer. Ele era um lutador amador antes de se tornar um lutador profissional.